# 1268
Portal Geschichte | Portal Biografien | Aktuelle Ereignisse | Jahreskalender | Tagesartikel

◄ |
12. Jahrhundert |
13. Jahrhundert
| 14. Jahrhundert | ►

◄ |
1230er |
1240er |
1250er |
1260er
| 1270er | 1280er | 1290er | ►

◄◄ |
◄ |
1264 |
1265 |
1266 |
1267 |
1268
| 1269 | 1270 | 1271 | 1272 | ► | ►►
Staatsoberhäupter  · Nekrolog
| Januar | Januar | Januar | Januar | Januar | Januar | Januar | Januar |
| Kw     | Mo     | Di     | Mi     | Do     | Fr     | Sa     | So     |
| ------ | ------ | ------ | ------ | ------ | ------ | ------ | ------ |
| 52     |        |        |        |        |        |        | 1      |
| 1      | 2      | 3      | 4      | 5      | 6      | 7      | 8      |
| 2      | 9      | 10     | 11     | 12     | 13     | 14     | 15     |
| 3      | 16     | 17     | 18     | 19     | 20     | 21     | 22     |
| 4      | 23     | 24     | 25     | 26     | 27     | 28     | 29     |
| 5      | 30     | 31     |        |        |        |        |        |

| Februar | Februar | Februar | Februar | Februar | Februar | Februar | Februar |
| Kw      | Mo      | Di      | Mi      | Do      | Fr      | Sa      | So      |
| ------- | ------- | ------- | ------- | ------- | ------- | ------- | ------- |
| 5       |         |         | 1       | 2       | 3       | 4       | 5       |
| 6       | 6       | 7       | 8       | 9       | 10      | 11      | 12      |
| 7       | 13      | 14      | 15      | 16      | 17      | 18      | 19      |
| 8       | 20      | 21      | 22      | 23      | 24      | 25      | 26      |
| 9       | 27      | 28      | 29      |         |         |         |         |

| März | März | März | März | März | März | März | März |
| Kw   | Mo   | Di   | Mi   | Do   | Fr   | Sa   | So   |
| ---- | ---- | ---- | ---- | ---- | ---- | ---- | ---- |
| 9    |      |      |      | 1    | 2    | 3    | 4    |
| 10   | 5    | 6    | 7    | 8    | 9    | 10   | 11   |
| 11   | 12   | 13   | 14   | 15   | 16   | 17   | 18   |
| 12   | 19   | 20   | 21   | 22   | 23   | 24   | 25   |
| 13   | 26   | 27   | 28   | 29   | 30   | 31   |      |

| April | April | April | April | April | April | April | April |
| Kw    | Mo    | Di    | Mi    | Do    | Fr    | Sa    | So    |
| ----- | ----- | ----- | ----- | ----- | ----- | ----- | ----- |
| 13    |       |       |       |       |       |       | 1     |
| 14    | 2     | 3     | 4     | 5     | 6     | 7     | 8     |
| 15    | 9     | 10    | 11    | 12    | 13    | 14    | 15    |
| 16    | 16    | 17    | 18    | 19    | 20    | 21    | 22    |
| 17    | 23    | 24    | 25    | 26    | 27    | 28    | 29    |
| 18    | 30    |       |       |       |       |       |       |

| Mai | Mai | Mai | Mai | Mai | Mai | Mai | Mai |
| Kw  | Mo  | Di  | Mi  | Do  | Fr  | Sa  | So  |
| --- | --- | --- | --- | --- | --- | --- | --- |
| 18  |     | 1   | 2   | 3   | 4   | 5   | 6   |
| 19  | 7   | 8   | 9   | 10  | 11  | 12  | 13  |
| 20  | 14  | 15  | 16  | 17  | 18  | 19  | 20  |
| 21  | 21  | 22  | 23  | 24  | 25  | 26  | 27  |
| 22  | 28  | 29  | 30  | 31  |     |     |     |

| Juni | Juni | Juni | Juni | Juni | Juni | Juni | Juni |
| Kw   | Mo   | Di   | Mi   | Do   | Fr   | Sa   | So   |
| ---- | ---- | ---- | ---- | ---- | ---- | ---- | ---- |
| 22   |      |      |      |      | 1    | 2    | 3    |
| 23   | 4    | 5    | 6    | 7    | 8    | 9    | 10   |
| 24   | 11   | 12   | 13   | 14   | 15   | 16   | 17   |
| 25   | 18   | 19   | 20   | 21   | 22   | 23   | 24   |
| 26   | 25   | 26   | 27   | 28   | 29   | 30   |      |

| Juli | Juli | Juli | Juli | Juli | Juli | Juli | Juli |
| Kw   | Mo   | Di   | Mi   | Do   | Fr   | Sa   | So   |
| ---- | ---- | ---- | ---- | ---- | ---- | ---- | ---- |
| 26   |      |      |      |      |      |      | 1    |
| 27   | 2    | 3    | 4    | 5    | 6    | 7    | 8    |
| 28   | 9    | 10   | 11   | 12   | 13   | 14   | 15   |
| 29   | 16   | 17   | 18   | 19   | 20   | 21   | 22   |
| 30   | 23   | 24   | 25   | 26   | 27   | 28   | 29   |
| 31   | 30   | 31   |      |      |      |      |      |

| August | August | August | August | August | August | August | August |
| Kw     | Mo     | Di     | Mi     | Do     | Fr     | Sa     | So     |
| ------ | ------ | ------ | ------ | ------ | ------ | ------ | ------ |
| 31     |        |        | 1      | 2      | 3      | 4      | 5      |
| 32     | 6      | 7      | 8      | 9      | 10     | 11     | 12     |
| 33     | 13     | 14     | 15     | 16     | 17     | 18     | 19     |
| 34     | 20     | 21     | 22     | 23     | 24     | 25     | 26     |
| 35     | 27     | 28     | 29     | 30     | 31     |        |        |

| September | September | September | September | September | September | September | September |
| Kw        | Mo        | Di        | Mi        | Do        | Fr        | Sa        | So        |
| --------- | --------- | --------- | --------- | --------- | --------- | --------- | --------- |
| 35        |           |           |           |           |           | 1         | 2         |
| 36        | 3         | 4         | 5         | 6         | 7         | 8         | 9         |
| 37        | 10        | 11        | 12        | 13        | 14        | 15        | 16        |
| 38        | 17        | 18        | 19        | 20        | 21        | 22        | 23        |
| 39        | 24        | 25        | 26        | 27        | 28        | 29        | 30        |

| Oktober | Oktober | Oktober | Oktober | Oktober | Oktober | Oktober | Oktober |
| Kw      | Mo      | Di      | Mi      | Do      | Fr      | Sa      | So      |
| ------- | ------- | ------- | ------- | ------- | ------- | ------- | ------- |
| 40      | 1       | 2       | 3       | 4       | 5       | 6       | 7       |
| 41      | 8       | 9       | 10      | 11      | 12      | 13      | 14      |
| 42      | 15      | 16      | 17      | 18      | 19      | 20      | 21      |
| 43      | 22      | 23      | 24      | 25      | 26      | 27      | 28      |
| 44      | 29      | 30      | 31      |         |         |         |         |

| November | November | November | November | November | November | November | November |
| Kw       | Mo       | Di       | Mi       | Do       | Fr       | Sa       | So       |
| -------- | -------- | -------- | -------- | -------- | -------- | -------- | -------- |
| 44       |          |          |          | 1        | 2        | 3        | 4        |
| 45       | 5        | 6        | 7        | 8        | 9        | 10       | 11       |
| 46       | 12       | 13       | 14       | 15       | 16       | 17       | 18       |
| 47       | 19       | 20       | 21       | 22       | 23       | 24       | 25       |
| 48       | 26       | 27       | 28       | 29       | 30       |          |          |

| Dezember | Dezember | Dezember | Dezember | Dezember | Dezember | Dezember | Dezember |
| Kw       | Mo       | Di       | Mi       | Do       | Fr       | Sa       | So       |
| -------- | -------- | -------- | -------- | -------- | -------- | -------- | -------- |
| 48       |          |          |          |          |          | 1        | 2        |
| 49       | 3        | 4        | 5        | 6        | 7        | 8        | 9        |
| 50       | 10       | 11       | 12       | 13       | 14       | 15       | 16       |
| 51       | 17       | 18       | 19       | 20       | 21       | 22       | 23       |
| 52       | 24       | 25       | 26       | 27       | 28       | 29       | 30       |
| 1        | 31       |          |          |          |          |          |          |

| Januar | Januar | Januar | Januar | Januar | Januar | Januar | Januar |
| Kw     | Mo     | Di     | Mi     | Do     | Fr     | Sa     | So     |
| ------ | ------ | ------ | ------ | ------ | ------ | ------ | ------ |
| 52     |        |        |        |        |        |        | 1      |
| 1      | 2      | 3      | 4      | 5      | 6      | 7      | 8      |
| 2      | 9      | 10     | 11     | 12     | 13     | 14     | 15     |
| 3      | 16     | 17     | 18     | 19     | 20     | 21     | 22     |
| 4      | 23     | 24     | 25     | 26     | 27     | 28     | 29     |
| 5      | 30     | 31     |        |        |        |        |        |

| Februar | Februar | Februar | Februar | Februar | Februar | Februar | Februar |
| Kw      | Mo      | Di      | Mi      | Do      | Fr      | Sa      | So      |
| ------- | ------- | ------- | ------- | ------- | ------- | ------- | ------- |
| 5       |         |         | 1       | 2       | 3       | 4       | 5       |
| 6       | 6       | 7       | 8       | 9       | 10      | 11      | 12      |
| 7       | 13      | 14      | 15      | 16      | 17      | 18      | 19      |
| 8       | 20      | 21      | 22      | 23      | 24      | 25      | 26      |
| 9       | 27      | 28      | 29      |         |         |         |         |

| März | März | März | März | März | März | März | März |
| Kw   | Mo   | Di   | Mi   | Do   | Fr   | Sa   | So   |
| ---- | ---- | ---- | ---- | ---- | ---- | ---- | ---- |
| 9    |      |      |      | 1    | 2    | 3    | 4    |
| 10   | 5    | 6    | 7    | 8    | 9    | 10   | 11   |
| 11   | 12   | 13   | 14   | 15   | 16   | 17   | 18   |
| 12   | 19   | 20   | 21   | 22   | 23   | 24   | 25   |
| 13   | 26   | 27   | 28   | 29   | 30   | 31   |      |

| April | April | April | April | April | April | April | April |
| Kw    | Mo    | Di    | Mi    | Do    | Fr    | Sa    | So    |
| ----- | ----- | ----- | ----- | ----- | ----- | ----- | ----- |
| 13    |       |       |       |       |       |       | 1     |
| 14    | 2     | 3     | 4     | 5     | 6     | 7     | 8     |
| 15    | 9     | 10    | 11    | 12    | 13    | 14    | 15    |
| 16    | 16    | 17    | 18    | 19    | 20    | 21    | 22    |
| 17    | 23    | 24    | 25    | 26    | 27    | 28    | 29    |
| 18    | 30    |       |       |       |       |       |       |

| Mai | Mai | Mai | Mai | Mai | Mai | Mai | Mai |
| Kw  | Mo  | Di  | Mi  | Do  | Fr  | Sa  | So  |
| --- | --- | --- | --- | --- | --- | --- | --- |
| 18  |     | 1   | 2   | 3   | 4   | 5   | 6   |
| 19  | 7   | 8   | 9   | 10  | 11  | 12  | 13  |
| 20  | 14  | 15  | 16  | 17  | 18  | 19  | 20  |
| 21  | 21  | 22  | 23  | 24  | 25  | 26  | 27  |
| 22  | 28  | 29  | 30  | 31  |     |     |     |

| Juni | Juni | Juni | Juni | Juni | Juni | Juni | Juni |
| Kw   | Mo   | Di   | Mi   | Do   | Fr   | Sa   | So   |
| ---- | ---- | ---- | ---- | ---- | ---- | ---- | ---- |
| 22   |      |      |      |      | 1    | 2    | 3    |
| 23   | 4    | 5    | 6    | 7    | 8    | 9    | 10   |
| 24   | 11   | 12   | 13   | 14   | 15   | 16   | 17   |
| 25   | 18   | 19   | 20   | 21   | 22   | 23   | 24   |
| 26   | 25   | 26   | 27   | 28   | 29   | 30   |      |

| Juli | Juli | Juli | Juli | Juli | Juli | Juli | Juli |
| Kw   | Mo   | Di   | Mi   | Do   | Fr   | Sa   | So   |
| ---- | ---- | ---- | ---- | ---- | ---- | ---- | ---- |
| 26   |      |      |      |      |      |      | 1    |
| 27   | 2    | 3    | 4    | 5    | 6    | 7    | 8    |
| 28   | 9    | 10   | 11   | 12   | 13   | 14   | 15   |
| 29   | 16   | 17   | 18   | 19   | 20   | 21   | 22   |
| 30   | 23   | 24   | 25   | 26   | 27   | 28   | 29   |
| 31   | 30   | 31   |      |      |      |      |      |

| August | August | August | August | August | August | August | August |
| Kw     | Mo     | Di     | Mi     | Do     | Fr     | Sa     | So     |
| ------ | ------ | ------ | ------ | ------ | ------ | ------ | ------ |
| 31     |        |        | 1      | 2      | 3      | 4      | 5      |
| 32     | 6      | 7      | 8      | 9      | 10     | 11     | 12     |
| 33     | 13     | 14     | 15     | 16     | 17     | 18     | 19     |
| 34     | 20     | 21     | 22     | 23     | 24     | 25     | 26     |
| 35     | 27     | 28     | 29     | 30     | 31     |        |        |

| September | September | September | September | September | September | September | September |
| Kw        | Mo        | Di        | Mi        | Do        | Fr        | Sa        | So        |
| --------- | --------- | --------- | --------- | --------- | --------- | --------- | --------- |
| 35        |           |           |           |           |           | 1         | 2         |
| 36        | 3         | 4         | 5         | 6         | 7         | 8         | 9         |
| 37        | 10        | 11        | 12        | 13        | 14        | 15        | 16        |
| 38        | 17        | 18        | 19        | 20        | 21        | 22        | 23        |
| 39        | 24        | 25        | 26        | 27        | 28        | 29        | 30        |

| Oktober | Oktober | Oktober | Oktober | Oktober | Oktober | Oktober | Oktober |
| Kw      | Mo      | Di      | Mi      | Do      | Fr      | Sa      | So      |
| ------- | ------- | ------- | ------- | ------- | ------- | ------- | ------- |
| 40      | 1       | 2       | 3       | 4       | 5       | 6       | 7       |
| 41      | 8       | 9       | 10      | 11      | 12      | 13      | 14      |
| 42      | 15      | 16      | 17      | 18      | 19      | 20      | 21      |
| 43      | 22      | 23      | 24      | 25      | 26      | 27      | 28      |
| 44      | 29      | 30      | 31      |         |         |         |         |

| November | November | November | November | November | November | November | November |
| Kw       | Mo       | Di       | Mi       | Do       | Fr       | Sa       | So       |
| -------- | -------- | -------- | -------- | -------- | -------- | -------- | -------- |
| 44       |          |          |          | 1        | 2        | 3        | 4        |
| 45       | 5        | 6        | 7        | 8        | 9        | 10       | 11       |
| 46       | 12       | 13       | 14       | 15       | 16       | 17       | 18       |
| 47       | 19       | 20       | 21       | 22       | 23       | 24       | 25       |
| 48       | 26       | 27       | 28       | 29       | 30       |          |          |

| Dezember | Dezember | Dezember | Dezember | Dezember | Dezember | Dezember | Dezember |
| Kw       | Mo       | Di       | Mi       | Do       | Fr       | Sa       | So       |
| -------- | -------- | -------- | -------- | -------- | -------- | -------- | -------- |
| 48       |          |          |          |          |          | 1        | 2        |
| 49       | 3        | 4        | 5        | 6        | 7        | 8        | 9        |
| 50       | 10       | 11       | 12       | 13       | 14       | 15       | 16       |
| 51       | 17       | 18       | 19       | 20       | 21       | 22       | 23       |
| 52       | 24       | 25       | 26       | 27       | 28       | 29       | 30       |
| 1        | 31       |          |          |          |          |          |          |

## Ereignisse

### Politik und Weltgeschehen

#### Königreich Sizilien

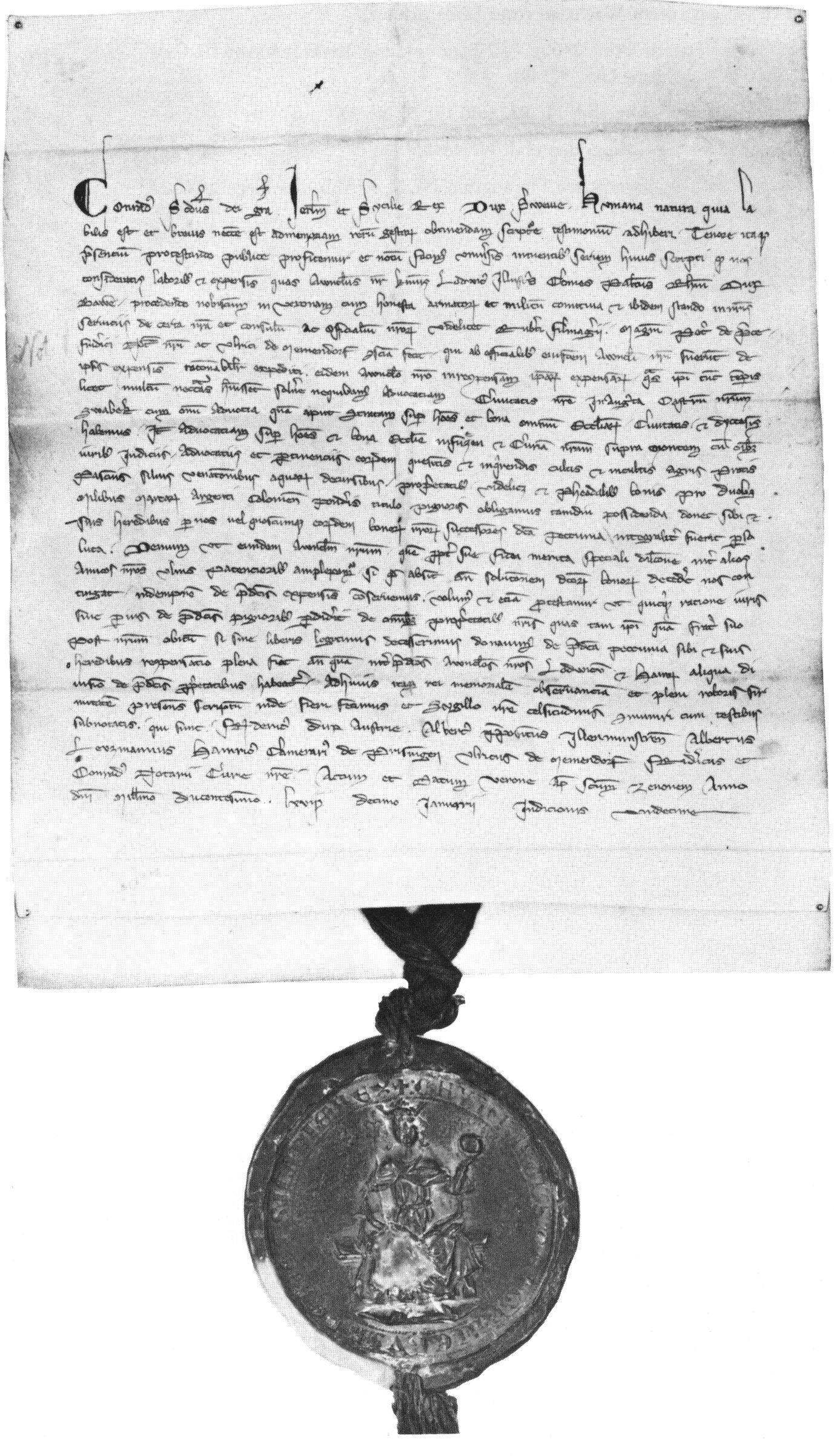
Urkunde Konradins für Herzog Ludwig II. von Bayern, am 10. Januar 1268 in Verona ausgestellt

Der letzte Staufer Konradin bricht Anfang des Jahres von seinem Winterquartier in Verona aus in Begleitung von Friedrich von Baden und Mastino I. della Scala sowie einem Heer von 3000 Mann im Kampf um das Königreich Sizilien Richtung Süditalien auf. Zuvor haben Herzog Ludwig der Strenge von Bayern und Graf Meinhard II. von Görz und Tirol dem Staufer ihre weitere Hilfe verweigert und vor ihrer Rückkehr noch die Begleichung von Schulden verlangt, weshalb Konradin einen Großteil seiner restlichen Rechts- und Besitzansprüche als Herzog von Schwaben an Herzog Ludwig II. von Bayern verpfänden musste. Konradin durchquert die Lombardei und erreicht Pavia, wo er weitere Verstärkung erhält. Im Königreich Sizilien kommt es inzwischen zu ersten, von Pisa unterstützten, Revolten gegen Karl von Anjou. Zur gleichen Zeit wird Papst Clemens IV. von den Ghibellinen um Senator Heinrich von Kastilien aus Rom vertrieben.
- 25. Juni: Konradin schlägt ein Heer Karls von Anjou bei Ponte di Valle.

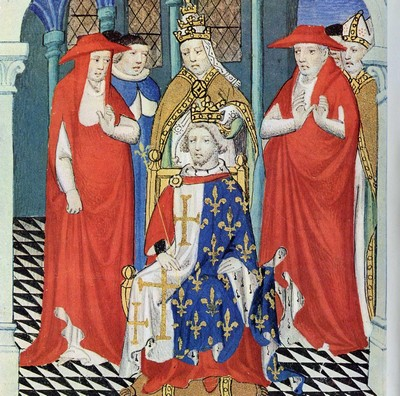
Karl I. und Clemens IV.

- 28. Juni: Karl von Anjou erhält von Papst Clemens IV. das Reichsvikariat für Italien, gleichzeitig wird Konradin exkommuniziert.
- 24. Juli: Konradin erreicht nach Zwischenaufenthalten in Pisa und Siena Rom, wo er von Heinrich von Kastilien freundlich empfangen wird, der sich persönlich mit einem Heer Konradins Zug anschließt. Gemeinsam ziehen sie weiter nach Süden, um sich mit den aufständischen Sarazenen in Lucera zu vereinen, was Karl jedoch verhindern kann.
- 23. August: Konradin von Hohenstaufen verliert im Kampf um sein italienisches Erbe die Schlacht bei Tagliacozzo gegen Karl I. von Anjou. Konradin kann vorläufig entkommen, wird aber wenig später bei Astura von seinem eigenen Lehensmann Giovanni Frangipani gefangen genommen und an Karl ausgeliefert. Karl kann anschließend in Rom einziehen, übernimmt das Senatorenamt und ermöglicht dem Papst, in die Stadt zurückzukehren.

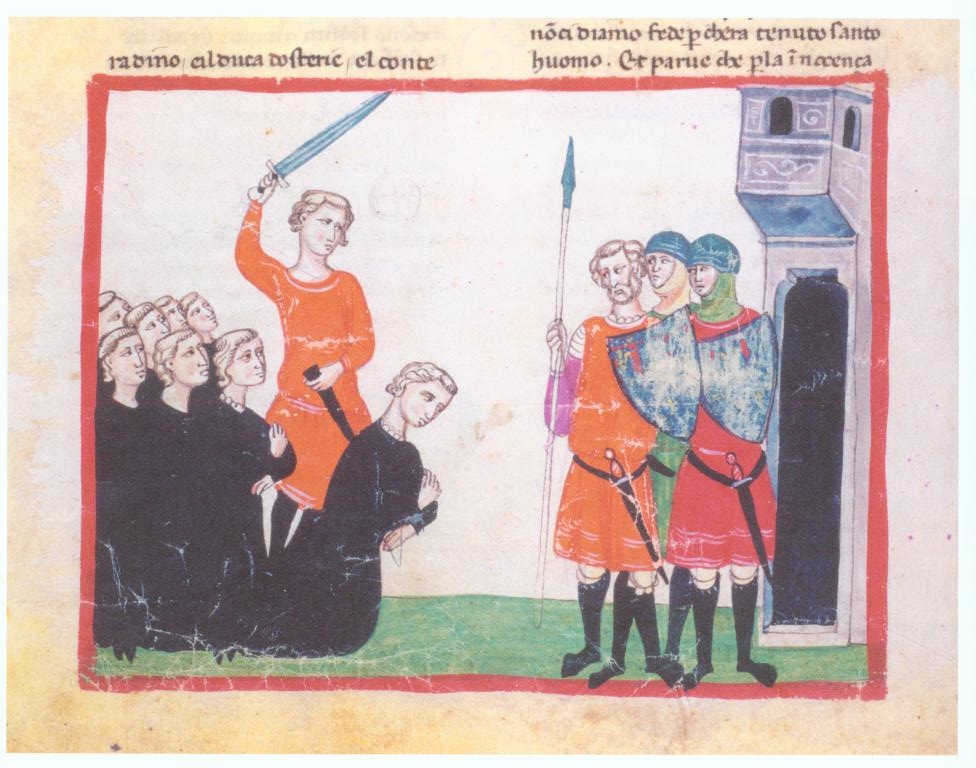
Die öffentliche Enthauptung Konradins auf dem Marktplatz von Neapel 1268, Miniatur aus der Chronica des Giovanni Villani, zweite Hälfte 13. Jahrhundert

- 29. Oktober: Konradin von Hohenstaufen wird gemeinsam mit Friedrich von Baden nach einem Scheinprozess auf Befehl Karls von Anjou auf dem Marktplatz von Neapel hingerichtet und anschließend in ungeweihter Erde verscharrt. Damit endet die Kaiserdynastie der Staufer. Die Hinrichtung erregt große Aufmerksamkeit und wird von der Mehrzahl der zeitgenössischen Autoren als „ungeheuerliches Verbrechen“ aufgefasst.

#### Republik Venedig

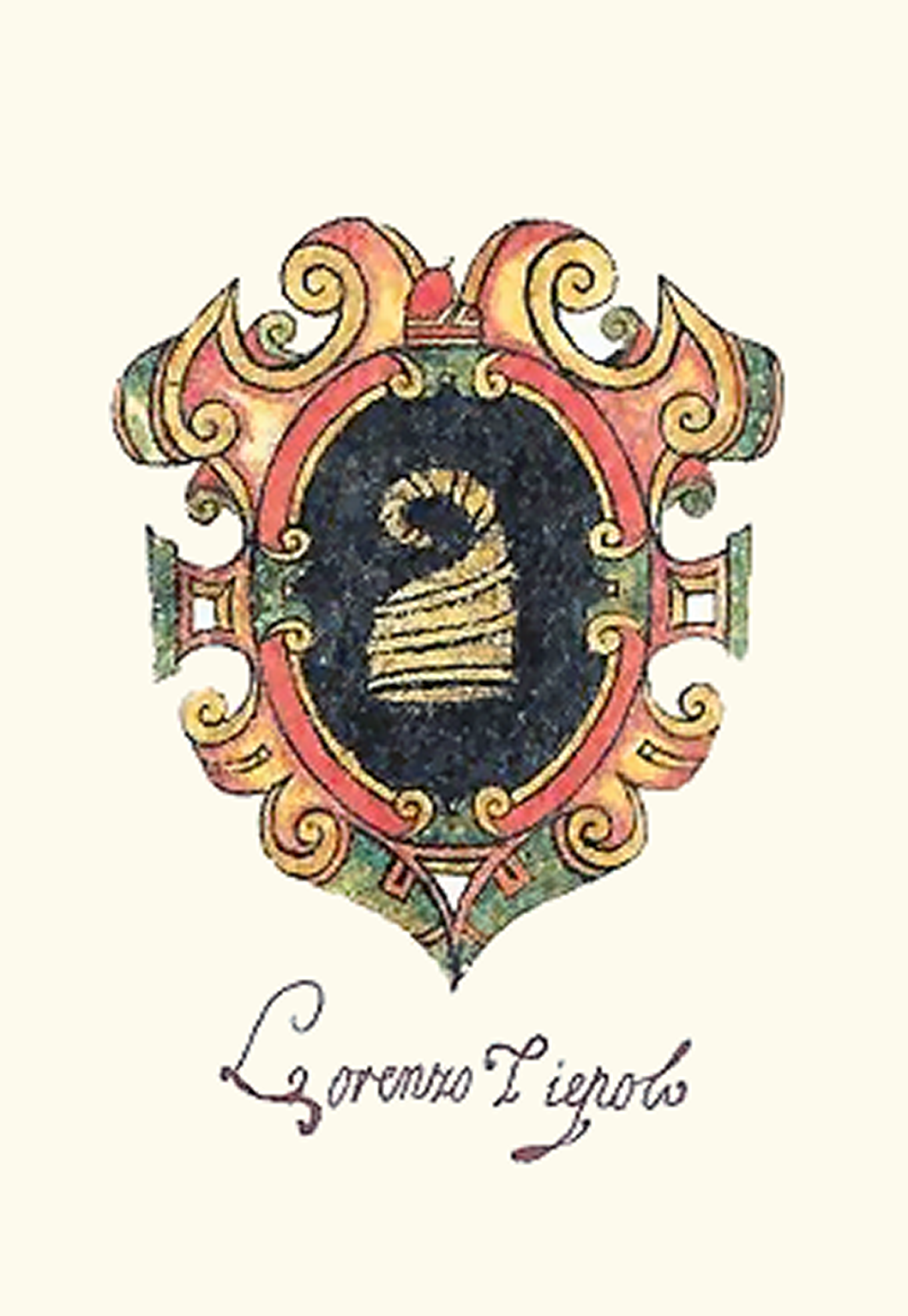
Wappen Lorenzo Tiepolos

- 7. Juli: Renier Zen stirbt. Am 23. Juli wird Lorenzo Tiepolo in Abwesenheit – er befehligt als Admiral eine Flotte im Krieg von St. Sabas gegen Genua – zum neuen Dogen von Venedig gewählt. Er ist der erste, der nach dem neu eingeführten komplizierten Wahlrecht gewählt wird.

#### Mittel- und Westeuropa
- 11. April: Gilbert de Clare, 6. Earl of Gloucester, beginnt mit dem Bau von Caerphilly Castle in Wales, heute die zweitgrößte Burg Großbritanniens.
- Die im Vorjahr eskalierte Regensberger Fehde wird fortgesetzt und mündet in den Niedergang der Herren von Regensberg.
- Der brandenburgische Markgraf Otto IV. teilt die Oberlausitz in die Länder Bautzen und Görlitz.

#### Osteuropa
- 18. Februar: Die Rus, bestehend aus einem Bund der Republik Nowgorod, der Republik Pskow und des Großfürstentums Wladimir-Susdal, angeführt von Großfürst Dmitri Alexandrowitsch, dem Sohn Alexander Newskis, besiegt eine deutsch-dänische Armee unter dem Befehl von Otto von Lutterberg in der Schlacht bei Wesenberg. Die Ostexpansion des Deutschen Ordens ist damit für die nächsten 30 Jahre gestoppt.
- Schloss Beuggen wird vom Deutschen Ritterorden fertiggestellt.

#### Kreuzfahrerstaaten
- Anfang des Jahres: Mamlukische Einheiten unter Baibars I. machen sich von Ägypten aus zu einem Feldzug gegen die Kreuzfahrerstaaten in der Levante auf.
- 7. März: Die Mamluken erobern Jaffa von den Kreuzfahrern.
- 15. April: Nach zehntägiger Belagerung ergibt sich die Burg Beaufort den Truppen der Mamluken.
- 1. Mai: Baibars erreicht Tripolis, die Hauptstadt der Grafschaft Tripolis, wo Bohemund VI. den Großteil seiner Truppen zusammengezogen hat, zieht aber weiter nordwärts.
- 18. Mai: Antiochia wird von den Mamluken unter Baibars I. nach viertägiger Belagerung erstürmt und zerstört, das Ende des Fürstentums Antiochia ist damit besiegelt. Anschließend wird ein Großteil der Bevölkerung massakriert, der Rest in die Sklaverei verkauft. Antiochia wird wie die meisten christlichen Orte in der Umgebung völlig zerstört, ein Teil der Stadtmauern wird als Grenzwall gegen Kilikien verwendet.

#### Stadtrechte und urkundliche Ersterwähnungen
- Erste urkundliche Erwähnung von Bodelshofen, Ettingen, Gablenz, Hirschfelde, Hoyerswerda, Neckarrems, Neschwitz, Ochsenbach, Reichenbach an der Fils, Riesdorf, Schönengrund, Schutterwald und Schwellbrunn
- Leipzig erhält das Geleitschutzprivileg.

### Wirtschaft, Kultur und Gesellschaft
- In Fabriano (Italien) ist die Papierherstellung bezeugt.
- In Paris wird der Einsatz des Spinnrades verboten.

### Wissenschaft und Technik
- Clemens IV. bestätigt die Sorbonne als Teil der Universität von Paris.

### Religion
- 18. Mai: Der Dominikaner Wilhelm von Moerbeke beendet in Viterbo die Übersetzung der Elementatio Theologica des Proklos.
- 12. Oktober: Das Kloster Neuzelle wird von Markgraf Heinrich III. von Meißen aus dem Haus Wettin im Gedenken an seine zwei Tage zuvor verstorbene Ehefrau Agnes gestiftet, um die von den Piasten erworbenen Grundherrschaft zwischen Oder und Schlaube im Siedlungsgebiet der Sorben dem Christentum zu erschließen, wirtschaftlich zu entwickeln und zu nutzen. Das Kloster ist eine Ausgründung des Mutterklosters Altzella in Sachsen.

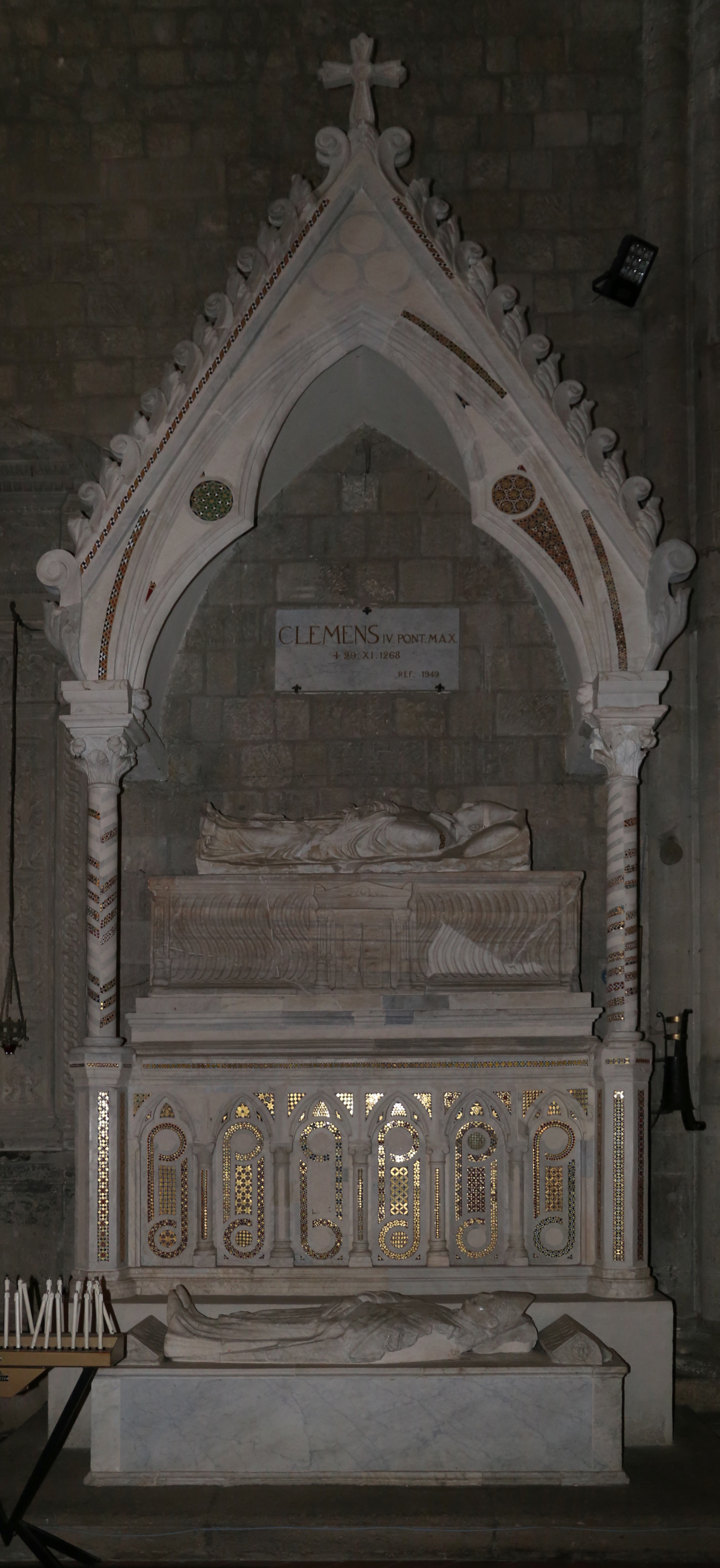
Grabmal Clemens IV.

- 29. November: Papst Clemens IV. stirbt. Bis zur Wahl des nächsten Papstes wird es noch fast drei Jahre dauern. Es ist die längste Sedisvakanz seit 307. In diesem Zeitraum wird die Sedisvakanzmünze Grosso Paparino geprägt.
- Gerhard von Abbeville übernimmt nach der Bannung des Wilhelm von Saint-Amour die Führung der weltlichen Opposition gegen die Mendikantenorden in Paris durch Veröffentlichung seiner Abhandlung Contra adversarium perfectionis christianae. Das führt in den folgenden Jahren zu einer erbitterten Polemik.
- Roger Bacon kehrt für einige Zeit nach Oxford zurück.
- Gabriel III. von Alexandria wird Oberhaupt der Koptischen Kirche.

## Geboren
- Dharmapala Rakshita, mongolischer buddhistischer Mönch und kaiserlicher Lehrer des Kublai Khan († 1287)
- Eberhard II. von Varendorff, Osnabrücker Ritter und Ministerialer sowie Burgmann zu Iburg († 1303)
- Erik II., König von Norwegen († 1299)
- John Cherleton, 1. Baron Cherleton, englisch-walisischer Marcher Lord und Militär sowie Justiciar of Ireland († 1353)
- Gartnait, 7. Earl of Mar, schottischer Adeliger († 1305)
- John Wake, 1. Baron Wake of Liddell, englischer Adeliger († 1300)
- Klara von Montefalco, italienische Augustinerin und Mystikerin, Heilige der katholischen Kirche († 1308)
- Philipp IV. („der Schöne“), König von Frankreich und als Philipp I. König von Navarra († 1314)
- 1268/1269: Vedanta Desika, Guru der Sri Vaishnava im Süden Indiens (gest. 1369/1370)

## Gestorben

### Todesdatum gesichert
- 8. Januar: William Mauduit, 8. Earl of Warwick, englischer Magnat (* zwischen 1221 und 1223)
- 11. Januar: Benoît d’Alignan, Bischof von Marseille
- 19./20. Januar: John Gervase, Bischof von Winchester

- 16./17. Mai: Peter II., Graf von Savoyen und Earl of Richmond (* 1203)
- 30. Mai: Thomas I., Bischof von Breslau

- 6./7. Juli: Ulrich von Seckau, Bischof von Seckau und nominell Erzbischof von Salzburg

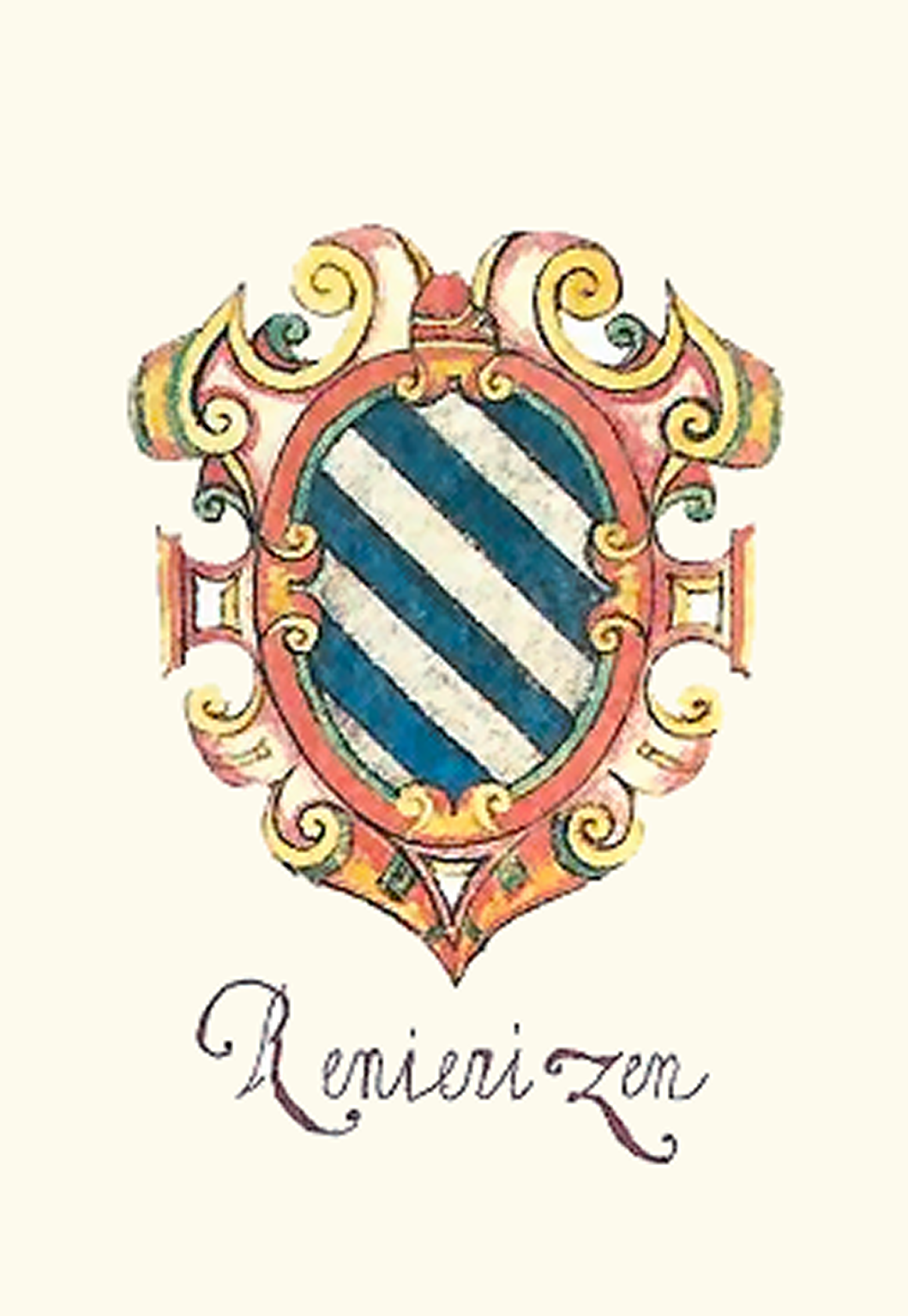
Wappen Renier Zens

- 7. Juli: Renier Zen, Doge von Venedig

- 11. August: Agnes von Faucigny, französische Adlige, Herrin von Faucigny und Gräfin von Savoyen
- 29. August: Beatrijs von Nazareth, flämische Mystikerin (* 1200)

- 29. September: Johann von Burgund, Graf von Charolais und Herr von Bourbon (* 1231)
- 10. Oktober: Agnes von Böhmen, Markgräfin von Meißen
- 29. Oktober: Konradin, König von Jerusalem, König von Sizilien und Herzog von Schwaben (* 1252)
- 29. Oktober: Friedrich I., Herzog von Österreich und Markgraf von Baden (* 1249)

- 13. November: Arnold Walpod, Mainzer Patrizier, Walpode der Stadt sowie die führende Person bei der Entstehung des Rheinischen Städtebundes

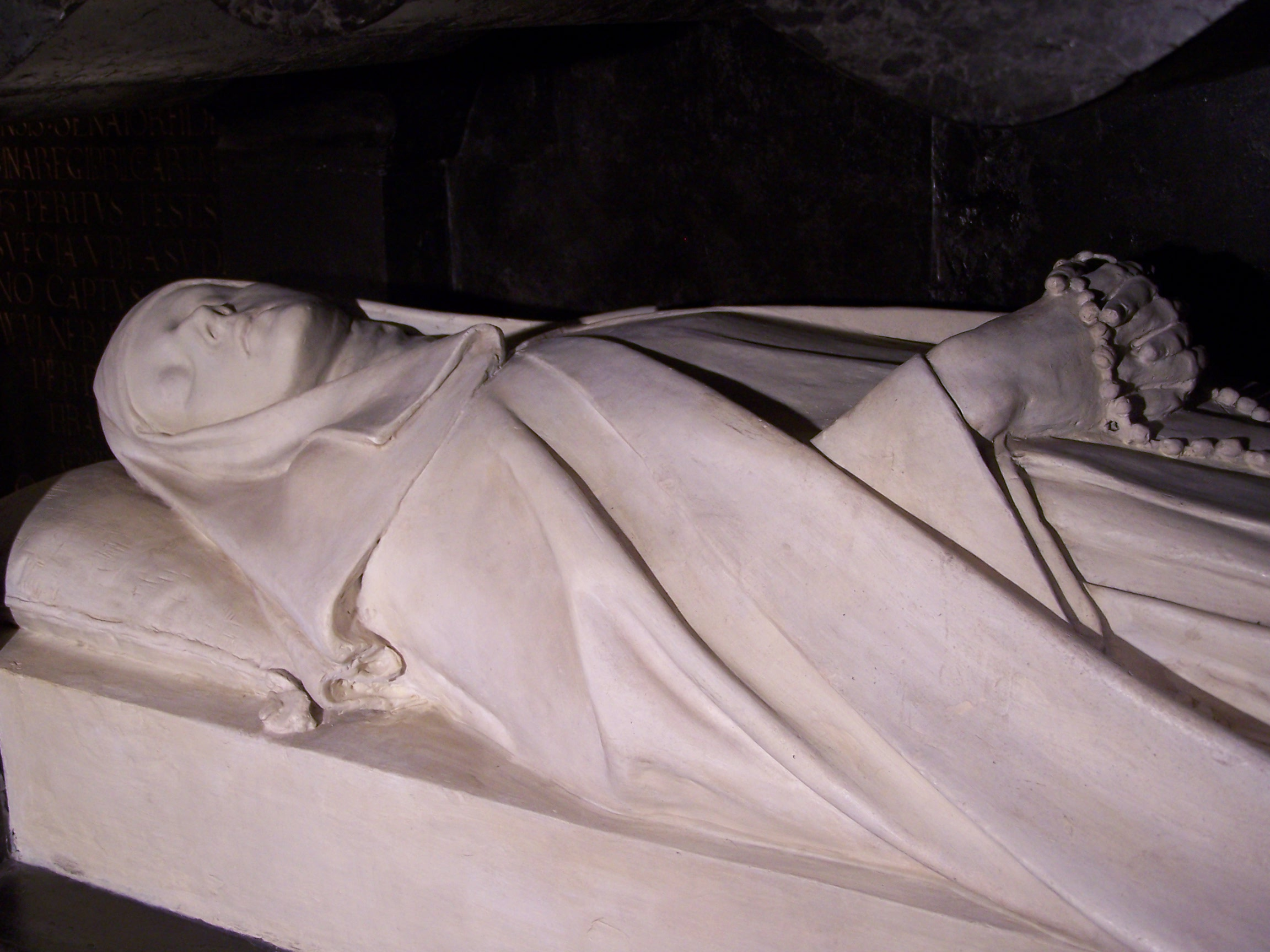
Grab Salomeas

- 17. November: Salomea von Polen, polnische Prinzessin und ruthenische Fürstin sowie Selige (* um 1211)
- 27. November: Peter D’Aigueblanche, Bischof von Hereford
- 29. November: Clemens IV., Papst (* um 1200)

- 9. Dezember: Vaišelga, Großfürst von Litauen
- 30. Dezember: Mechtild von Wunnenberg, Fürstäbtissin des Fraumünsterklosters in Zürich und damit Herrin der Stadt

### Genaues Todesdatum unbekannt
- Henry de Bracton, englischer Kleriker und Jurist (* zwischen 1200 und 1210)
- Irene Doukaina Laskarina, Zarin von Bulgarien
- Li Zhiyan, chinesischer Literat (* 1220)
- Sigvarður Þéttmarsson, Bischof von Skálholt in Island

### Gestorben um 1268
- 1266/1268: Michael II. Komnenos Dukas Angelos, Archon von Epirus und Ätolien (* 1205)
- John de Balliol, schottischer Adliger und Guardian of Scotland, Begründer des Balliol College der Universität Oxford
- 1268/1269: Helmold IV., Herr von und zu Plesse (* um 1230)